# Liste von Branntwein- und Brennereimuseen
Die Liste von Branntwein- und Brennereimuseen gibt einen Überblick zu Branntwein- und Brennereimuseen, also zu Museen, die sich der Geschichte, der Produktion und der Vermarktung von Branntwein widmen. Die Liste erhebt keinen Anspruch auf Vollständigkeit.
Im Abschnitt „Deutschland“ sind die Museen alphabetisch nach Standort aufgelistet, im Abschnitt „Weitere“ nach Staat.

## Deutschland
| Bezeichnung                           | Bild           | Standort                                                          | Bundesland          | Errichtung Einweihung                                                    | Weitere Informationen |
| ------------------------------------- | -------------- | ----------------------------------------------------------------- | ------------------- | ------------------------------------------------------------------------ | --- |
| Schnapsmuseum Altenburg               |                | Altenburg (Landkreis Altenburger Land) (Lage)                     | Thüringen           |                                                                          | Träger des Museums ist die aktive Altenburger Destillerie- und Liqueurfabrik. |
| Schnapsmuseum Bad Griesbach im Rottal |                | Bad Griesbach im Rottal (Landkreis Passau)                        | Bayern              |                                                                          | |
| Preußische Spirituosen-Manufaktur     | weitere Bilder | Berlin-Wedding (Lage)                                             | Berlin              |                                                                          | Die Manufaktur für Spirituosen- und Likör-Herstellung ist auch ein aktives Museum der Versuchs- und Lehranstalt für Spiritusfabrikation (VLSF). |
| Schwäbisches Schnapsmuseum            |                | Bönnigheim, Meiereihof 5 (Lage)                                   | Baden-Württemberg   |                                                                          | siehe auch Schwäbisches Schnapsmuseum |
| Brennereimuseum Haselünne             | weitere Bilder | Haselünne, Ritterstraße 4, Bentinckhof (Landkreis Emsland) (Lage) | Niedersachsen       |                                                                          | |
| Brennereimuseum Hille                 |                | Hille (Kreis Minden-Lübbecke, Ostwestfalen-Lippe) (Lage)          | Nordrhein-Westfalen |                                                                          | Von 1995 bis 2002 wurde die historische Brennereianlage der ehemaligen Kornbrennerei Meyer, die im Jahr 1721 gegründet wurde, restauriert. Das Brennereigebäude mit Kesselhaus und Kamin wurde im Jahr 1995 unter Denkmalschutz gestellt. Was die technische Einrichtung angeht, gilt das Brennereimuseum als einzigartig in Ostwestfalen-Lippe. |
| Jahrdorfer Schnapsmuseum              |                | Jahrdorf                                                          | Bayern              | 1991 als das „Erste Bayerische Schnaps-Museum“; seit 2020 in Waldkirchen | siehe auch Alte Hausbrennerei Penninger#Penninger Schnapsmuseen |
| Penninger Schnapsmuseum               |                | Oberstdorf (Landkreis Oberallgäu)                                 | Bayern              |                                                                          | |
| Brennereimuseum Bovenkerck            | weitere Bilder | Ringenberg, Ortsteil der Stadt Hamminkeln (Kreis Wesel) (Lage)    | Nordrhein-Westfalen | 2002                                                                     | Das Brennereimuseum befindet sich im Brennereigebäude Bovenkerck von 1898. |
| Heimathaus und Brennereimuseum        |                | Saerbeck (Kreis Steinfurt)                                        | Nordrhein-Westfalen |                                                                          | siehe auch Kornbrennerei-Museum |
| Schnapsmuseum Spiegelau               | weitere Bilder | Spiegelau                                                         | Bayern              |                                                                          | |
| Kornbrennereimuseum Telgte            | weitere Bilder | Telgte (Lage)                                                     | Nordrhein-Westfalen |                                                                          | Seit 2021 ist das Museum geschlossen. |
| Dampfkornbranntwein-brennereimuseum   | weitere Bilder | Wildeshausen, Wittekindstraße 2 (Landkreis Oldenburg) (Lage)      | Niedersachsen       | 1982                                                                     | Das Industriemuseum, in dem alte Verfahren zur Alkoholherstellung demonstriert wurden, wurde 2021 geschlossen. |

## Weitere
| Bezeichnung                                                                    | Bild                          | Standort                                  | Staat      | Errichtung Einweihung | Weitere Informationen |
| ------------------------------------------------------------------------------ | ----------------------------- | ----------------------------------------- | ---------- | --------------------- | --- |
| Estnisches Schnapsmuseum (Eesti Piiritustööstuse Muuseum)                      |                               | Saksi, Gemeinde Tapa (Lage)               | Estland    | 1971                  | Das Museum befindet sich in der ehemaligen Schnapsbrennerei des Gutshofs. |
| Brennereimuseum Kehlen (Luxemburg)                                             |                               | Kehlen (Luxemburg)                        | Luxemburg  |                       | In einem vor 1900 erbauten Brennereigebäude wird die Herstellung von Schnaps anhand der damaligen Maschinen und Geräte veranschaulicht. Geräte und Handwerkszeug zeigen die Entwicklung von 1900 bis zum heutigen Zeitpunkt. |
| Brennereimuseum St. Oswald („Schnapsmuseum“)                                   |                               | St. Oswald bei Freistadt (Oberösterreich) | Österreich |                       | Eine seit 1883 betriebene Brennerei wurde 1983 in ein Museum umgewandelt. |
| Wiener Schnapsmuseum                                                           | weitere Bilder                | Wien-Meidling, Wilhelmstraße 19           | Österreich |                       | |
| Brennereimuseum Łańcut                                                         |                               | Łańcut (Woiwodschaft Karpatenvorland)     | Polen      |                       | |
| Spritmuseum                                                                    | weitere Bilder                | Stockholm, Djurgården (Lage)              | Schweden   |                       | |
| Brennereimuseum Stachen                                                        | Museum of Modern Öpfel (MoMö) | Stachen (Kanton Thurgau)                  | Schweiz    |                       | Im Ort befindet sich unter der Bezeichnung „Museum of Modern Öpfel“ (MoMö) das Schweizer Mosterei- und Brennereimuseum. |
| Brennereimuseum Vlčnov (Muzeum lidových pálenic = Museum der Volksbrennereien) |                               | Vlčnov (Lage)                             | Tschechien | 2010                  | |